# Mystaria
Mystaria is een geslacht van spinnen uit de  familie van de Thomisidae (krabspinnen).

## Soorten
- Mystaria rufolimbata Simon, 1895
- Mystaria unicolor Simon, 1895